# Sergei Wiktorowitsch Werlin
Sergei Wiktorowitsch Werlin (russisch Сергей Викторович Верлин; * 7. Oktober 1974 in Woronesch) ist ein ehemaliger russischer Kanute.

## Erfolge
Sergei Werlin nahm bei den Olympischen Spielen 1996 in Atlanta in zwei Wettbewerben teil. Im Einer-Kajak erreichte er über 500 Meter nach einem sechsten Platz im Vorlauf noch über den Hoffnungslauf das Halbfinale, schied dort aber schließlich als Fünfter seines Laufes aus. Außerdem gehörte er zum russischen Aufgebot im Vierer-Kajak über 1000 Meter, dessen Besetzung neben ihm aus Oleg Gorobi, Georgi Zybulnikow und Anatoli Tischtschenko bestand. Mit einem zweiten Platz im Vorlauf qualifizierten sie sich direkt für den Endlauf, den sie auf dem dritten Platz beendeten. In 2:53,996 Minuten erreichten sie hinter der siegreichen deutschen Mannschaft sowie den Ungarn auf dem Bronzerang die Ziellinie.
Insgesamt neun Medaillen gewann Sergei Werlin bei Weltmeisterschaften. Seine erste Medaille sicherte er sich 1993 in Kopenhagen im Vierer-Kajak über 10.000 Meter. Im Vierer-Kajak wurde er ein Jahr darauf in Mexiko-Stadt sowohl über 200 Meter als auch über 500 Meter und 1000 Meter Weltmeister. 1995 wiederholte er in Duisburg diesen Erfolg auf der 500-Meter-Strecke, während er über 200 Meter im Vierer-Kajak den zweiten Platz belegte. Bei den Weltmeisterschaften 1997 in Dartmouth gewann er im Vierer-Kajak über 200 Meter seinen fünften und letzten Weltmeistertitel. Er sicherte sich 1998 in Szeged im Vierer-Kajak über 1000 Meter die Bronze- und im Zweier-Kajak über 200 Meter mit Anatoli Tischtschenko die Silbermedaille.
Darüber hinaus belegte Ulegin bei den Europameisterschaften 1997 in Plowdiw im Vierer-Kajak über 200 Meter den zweiten und über 500 Meter den dritten Platz. 1999 wurde er in Zagreb über 200 Meter mit Anatoli Tischtschenko im Zweier-Kajak nochmals Dritter.